# Karl Meisl
Karl Meisl (Lubiana, 1775 – Vienna, 1853) è stato un drammaturgo austriaco.
Insieme ad Adolf Bäuerle fu ideatore di un teatro basato su farse e commedie leggere con personaggi fissi, gli Staberl.
Fu autore in ogni genere teatrale, dal dramma storico solenne alle caricature mitologiche, dalle commedie di spiriti a quelle di ambiente viennese.
Le sue opere si caratterizzarono per l'analisi maliziosa del costume e le stravaganze fiabesche, con le quali anticipò la stagione d'oro del teatro austriaco.

## Opere
- Othellerl, der Mohr von Wien oder Die geheilte Eifersucht (1806)
- Die Kroaten in Zara. Schauspiel (1814)
- Die Heirat durch die Güter-Lotterie. Lokales Lustspiel (1817)
- Der lustige Fritz. Märchen mit Gesang (Posse) (1818)
- Die Entführung der Prinzessin Europa Mythologische Karikatur in 2 Akten. - Wien (1820)
- Die Fee aus Frankreich oder Liebesqualen eines Hagestolzen. Zauberspiel mit Gesang - Wien (1822)
- Die schwarze Frau (1826)
- Moisasura's Hexenspruch (1827)